# Salva Guardia-Privilegium für Kaisersteinbruch

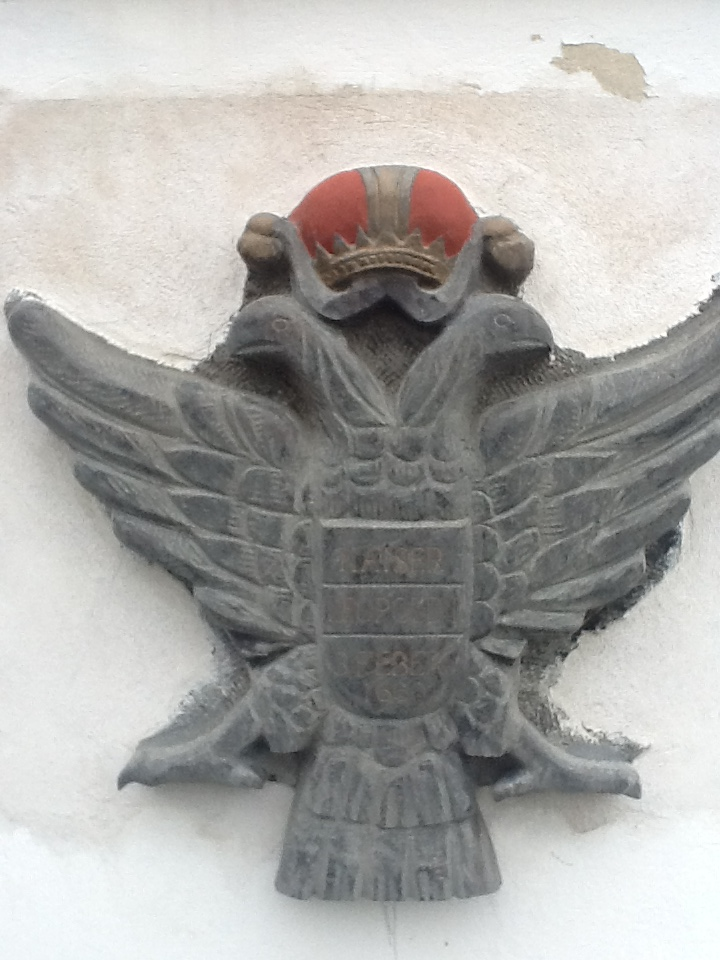
Salva Guardia-Adler Leopold I.

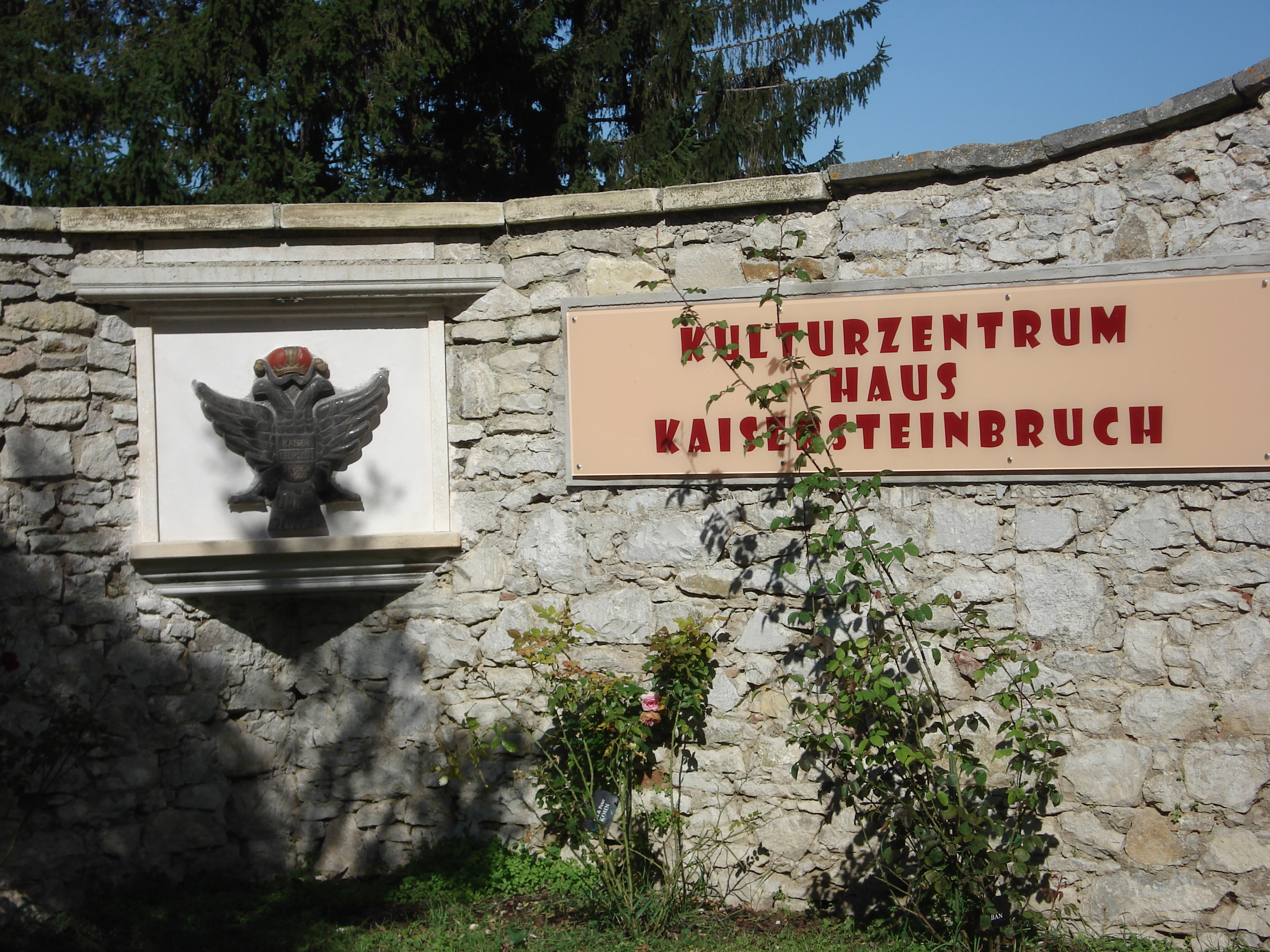

Salva Guardia oder Salve Guardia bezeichnet ursprünglich eine Schutztruppe (auch heute noch wird diese Bezeichnung für eine der 4 noch bestehenden Sakramentsgarden in Tirol verwendet). Darüber hinaus wurde es zur Bezeichnung für einen Schutzbrief. 
Das Salva Guardia-Privilegium, auch als Schwarzer Adler-Privilegium bezeichnet, war ein kaiserlicher Schutzbrief für namentlich genannte Meister der Kaisersteinbrucher Steinmetzbruderschaft. Der neue Steinbruch am Leithaberg wurde 1576 beim Bau des kaiserlichen Neugebäudes erstmals schriftlich erwähnt.
Dieser Ort hatte viele Namen: Steinbruch am Leithaberg,
Heiligenkreuzer Steinbruch,
Kaiserlicher Steinbruch am Leithaberg, auch einfach Steinbruch. Diese Privilegien führten letztlich zu Kaisersteinbruch, auch im Gegensatz zum Königreich Ungarn.

## Kaiserliche Privilegien
Der kayserliche Steinbruch am Leythaberg erhielt bei der Gründung wichtige k.k. Privilegien, weil die von der Niederösterreichischen Regierung hier ansässig gemachten italienisch-schweizerischen Steinmetzen die ersten hiesigen Steinbrüche in Betrieb nahmen.
Neben der Bestätigung der Freiheiten als eigenständiges Handwerk der Steinmetzen und Maurer in Kaisersteinbruch wurde eine Salva Guardia gewährt. Diese Privilegien lauteten auf Steuer-, Zoll- und Militär-Einquartierungsfreiheit.
Am Schulhauseck stand noch im Jahre 1833 zum Andenken eine Holzsäule mit großer hölzerner Tafel, mit einem auf Blech gemalten k.k. Adler und der Inschrift: Salva Guardia. Erst 1848 ging das Andenken „auf eine ganz unbekannte Art und Weise“ verloren. Danach genoss die Gemeinde Kaisersteinbruch keine der angeführten Freiheiten. Der Kaisersteinbrucher Lehrer Johann Wimmer vermutete, dass die Steinmetzen versäumten, die Privilegien bei jedem neuen Regenten (König) erneuern zu lassen.

## Schwarzer Adler-Privileg
Wimmer fand die Privilegiensabschriften des Schwarzer Adler-Privilegs von Steinmetzmeister Michael Weidbacher († 1796) und nahm sie in seiner Denkschrift auf.

### Kaiser und König Ferdinand III.
Die Steinmetzen verstanden es, sich bei Ferdinand III. Gehör zu verschaffen, der daraufhin die Meister Andre Ruffini, Pietro Maino Maderno, Hieronymus Bregno, Ambrosius Regondi und Domenicus Petruzzy von allen öffentlichen Abgaben und Leistungen befreite und ihnen am 5. Dezember 1646 das Schwarzer Adler-Privilegium erteilte. Ferdinand III. forderte am 5. Mai 1642 vom Heiligenkreuzer Abt Michael Schnabel für „seine Hofsteinmetzen“ einen Steinbruch am Leithaberg.
Er erhob 1649 als König von Ungarn seinen Hofsteinmetzen und Richter im Steinbruch Pietro Maino Maderno – „ihn und seine Familie“ – für seine künstlerischen Arbeiten in Österreich und Ungarn in den Adelsstand.
Abt Michael Schnabel kritisierte die welschen Steinmetze für ihren Ungehorsam und Anmaßung, „Gehorsam müssen sie alle haben dem Verwalter zu Königshof und Herrn Abt zu Heiligenkreuz“. „Die welschen Steinmetze haben ohne Wissen ihrer Obrigkeit ein Privilegium ausgewirkt .. die Stange mit der Freiheit mitten im Dorf aufgerichtet und kaiserliche Wappen an ihre Häuser gehängt.“ „Als diese auf Befehl des Herrn Abtes entfernt werden sollten, sind sie mit aufgezogenen Röhren zugelaufen und haben den Callesh-Knecht des Pater Vicarius Johannes zu Winden geschlagen, schimpfliche Worte für Pater Johannes ausgerufen.“

### Vertrag vom 3. Juli 1647: Abt Michael Schnabel und die Steinmetzmeister
(auszugsweise)
E„s sollen die Steinbrecher ihre Salva Guardia und aufgerichtete Tafel alsobald abnehmen. Wann aber ihre verlangten Privilegien von der Hochlöblichen Gespanschaft publiciert werden, sollen sie alßdann Macht haben (doch mit Wissen Ihre Gnaden oder deroselben Verwaltern) alßbaldt unverhindert wieder aufzurichten.“

### Kaiser und König Leopold I.

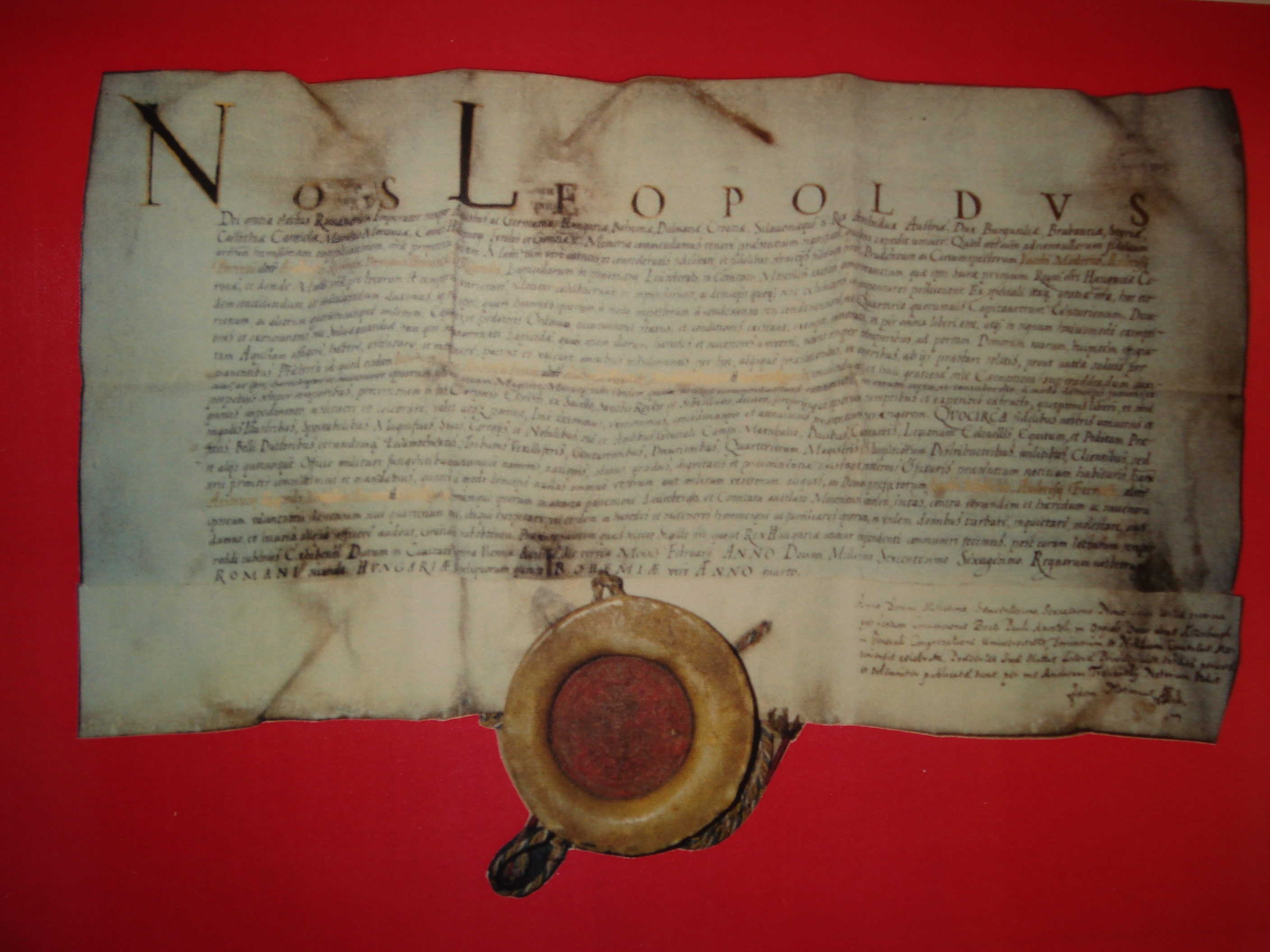
Salva Guardia-Privilegium 1660

Kaiserliche Urkunde vom 3. Februar 1660. Es ist eine gut erhaltene Pergament Urkunde mit dem kaiserlichen Siegel und der eigenhändigen Unterschrift des Kaisers. Sie befand sich bis zur befohlenen Absiedlung der Ortsbevölkerung wegen der Errichtung des Kriegsgefangenenlagers Stalag XVII A und des Verkaufs des Kirchengebäudes an die Deutsche Ansiedlungsgesellschaft im Kaisersteinbrucher Archiv. Der letzte (Stifts-)Pfarrer in Kaisersteinbruch Pater Clemens Lissy nahm sie an sich und übergab sie am 5. Oktober 1944 dem Archiv des Stiftes Heiligenkreuz. Leopold I. verleiht das Privileg FREI ZU SEIN, FÜR SICH UND IHRE NACHKOMMEN VON JEGLICHER EINQUARTIERUNG. Zum Zeichen dessen dürfen sie an den Türen ihrer Häuser den kaisl. Doppeladler anbringen und sollen eine Kapelle zur Fronleichnams-Prozession auf eigene Kosten errichten.
„Erteilen in Ansehung der Aufrichtigkeit und guten Dienste Unseren getreuen weisen und vorsichtigen (in Goldlettern geschrieben) Jacobus Maderno, Ambrosius Ferrethi, Ambrosius Regondi, Domenico Petruzzy und Giorgio Regondi, Steinmetzmeister in der Herrschaft Königshof am Leithaberg unter Wieselburgerischen Gespanschaft seß- und wohnhaft .. dato dieses Briefes in künftig von allen Kriegsbelegungen und Quartier die Obristen, Hauptleute und andere Officieren auch gemeine Kriegsleute und Soldaten zu Ross und zu Fuß hoch und nieder, sie seien wer sie immer wollen, allerdnädigst befreit sein sollen.“

### Kaiser und König Karl VI.
Kaiserliche Urkunde vom 5. Dezember 1712 mit der Unterschrift des Kaisers: Carolus, Graf Nikolaus Illésházy und Franciscus Somogyi. Das vom Kaiser Leopold 1660 gewährte Salva Guardia-Privilegium wird den Steinmetzmeistern Johann Georg Haresleben, Sebastian Regondi, Johann Paul Schilck, Elias Hügel, Johann Baptist Kral und Simon Sasslaber (in dieser Reihenfolge) bestätigt.

### Königin Maria Theresia
Consilium Regni, Königlicher Beschluss vom 4. Mai 1743. Die Steinmetzmeister hatten in einem Gesuch an die Kaiserin (Königin) – Sacracissima Regia Majestas – um die Privilegsverlängerung gebeten.
Das vom Römischen Kaiser Karl VI. gewährte Salva Guardia-Privilegium wird den Steinmetzmeistern Elias Hügel, Joseph Winkler, Johann Baptist Regondi, Maximilian Trumler, Johann Paul Schilck und Franz Trumler erneuert und bestätigt.